# 潘施维茨-库考
潘施维茨-库考（德語：Panschwitz-Kuckau）是德国萨克森州的市镇，隶属于包岑县。总面积为23.35平方千米，截至2023年12月31日总人口为2,056人。